# Albershausen Crusaders
Die syNeo Albershausen Crusaders sind ein American-Football-Team aus der Gemeinde Albershausen in Deutschland. Sie spielten in den Jahren 2017 und 2018 in der German Football League 2, der zweithöchsten Spielklasse im deutschen American Football. Im Jahr 2025 werden die Albershausen Crusaders erneut in der GFL 2 spielen.
Im Oktober 2022 gründete die Mannschaft ihren eigenen Verein, den Albershausen Crusaders e.V., um ihre Unabhängigkeit und Zukunft in der American-Football-Szene zu stärken. In derselben Saison, der Saison 2022, belegten sie den 3. Platz in der Regionalliga Südwest.

## Geschichte
Die syNeo Albershausen Crusaders sind ein American-Football-Team, das im Jahr 1999 von Bastian Braulik als Abteilung des TSGV Albershausen e.V. gegründet wurde. Vorläufer des Vereins waren die Göppinger Storms.
Die Mannschaft nahm zunächst zwei Jahre in Folge an der EIFA-Liga teil, bevor sie ab 2001 in den regulären Spielbetrieb des American Football Verband Deutschland (AFVD) einstieg.
2004 feierten die Crusaders ihren ersten großen Erfolg als ungeschlagener Meister der Verbandsliga Baden-Württemberg, was den Aufstieg in die Oberliga Baden-Württemberg bedeutete. Direkt im Aufstiegsjahr 2005 wurden die Albershausen Crusaders erneut ungeschlagener Meister und stiegen in die Regionalliga Mitte auf. Dort erreichten sie 2006 einen respektablen 3. Platz.
Nach mehreren Auf- und Abstiegen errangen die Crusaders 2013 in der Oberliga Baden-Württemberg und 2014 in der Regionalliga Mitte erneut zwei ungeschlagene Meisterschaften hintereinander, was die Aufstiegsrelegation zur zweiten Bundesliga (German Football League 2, GFL2) bedeutete. Jedoch unterlagen die Crusaders in Hin- und Rückspiel den München Rangers.
Im Jahr 2016 gelang dann nach erneuter Meisterschaft in der Regionalliga Mitte sowie der gewonnenen Aufstiegsrelegation gegen die Straubing Spiders der Aufstieg in die GFL2. Durch ein 65:64 im letzten Saisonspiel 2017 gegen die Wiesbaden Phantoms sicherten sich die Albershausen Crusaders den Klassenerhalt. Ein Jahr später, als Tabellensiebter der GFL2 Süd stiegen die Crusaders 2018 in die Regionalliga Südwest ab.
In der Saison 2019 wurden die Crusaders erster der Regionalliga Südwest. In den Playoffs mussten sie sich den Frankfurt Pirates und den Fursty Razorbacks aus Fürstenfeldbruck geschlagen geben.
Aufgrund der Corona-Pandemie musste die gesamte Saison 2020 abgesagt werden, während die Saison 2021 zumindest zur Hälfte stattfinden konnte. Trotz der schwierigen Umstände gelang den Crusaders ein zweiter Platz hinter den Pforzheim Wilddogs in der stark verkürzten Saison. Im Jahr 2022 konnte der normale Spielbetrieb wieder aufgenommen werden, und die Crusaders schlossen die Saison auf dem 3. Platz der Regionalliga Südwest ab.
Die Albershausen Crusaders gestalteten die Saison 2023 äußerst erfolgreich, indem sie 8 von 10 Spielen siegreich für sich entscheiden konnten. Bemerkenswertes in dieser Saison war der Verzicht der Landsberg X-Press auf die Relegation. Diese Entscheidung führte dazu, dass die Albershausen Crusaders ohne Relegationsspiel direkt in die GFL 2 aufsteigen. Somit wird das Team im Jahr 2024 erneut in der German Football League 2 antreten.
Seit 2018 ist die Firma "syNeo Cosmetics" für mehr als 5 Jahre der Namenssponsor der gesamten American-Football-Abteilung. In diesem Zeitraum lautet die offizielle Bezeichnung aller Teams syNeo Albershausen Crusaders.

## Erfolge
Herren:
- 2004 Meister Verbandsliga Baden-Württemberg
- 2005 Meister Oberliga Baden-Württemberg
- 2010 Meister Oberliga Baden-Württemberg
- 2013 Meister Oberliga Baden-Württemberg
- 2014 Meister Regionalliga Mitte
- 2016 Meister Regionalliga Mitte und Aufstieg in die GFL 2
- 2019 Meister Regionalliga Südwest
- 2023 Meister Regionalliga Südwest, Aufstieg in GFL 2

Jugend:
- 2007 Meister Jugendlandesliga Baden-Württemberg

## Ergebnisse Herrenmannschaft
| Jahr | Liga                           | Platz  | Gesamt  | Gesamt | Gesamt | Gesamt | Gesamt | Gesamt    |
| Jahr | Liga                           | Platz  | Pkt.    | Spiele | S      | N      | U      | TD-Pkt.   |
| ---- | ------------------------------ | ------ | ------- | ------ | ------ | ------ | ------ | --------- |
| 2024 | GFL 2 Süd                      | 6 / 6  | 4:16    | 10     | 2      | 8      | 0      | 114:201   |
| 2023 | Regionalliga Südwest           | 1 / 8  | 16:4    | 10     | 8      | 2      | 0      | 261:123   |
| 2022 | Regionalliga Südwest           | 3 / 8  | 12:8    | 10     | 6      | 4      | 0      | 222:184   |
| 2021 | Regionalliga Südwest           | 2 / 7  | 10:2    | 6      | 5      | 1      | 0      | 189:22    |
| 2019 | Regionalliga Südwest           | 1 / 8  | 22:2    | 12     | 11     | 1      | 0      | 410:119   |
| 2018 | GFL 2 Süd                      | 7 / 8  | 5:23    | 14     | 2      | 11     | 1      | 350:575   |
| 2017 | GFL 2 Süd                      | 6 / 7  | 7:17    | 12     | 3      | 8      | 1      | 383:505   |
| 2016 | Regionalliga Mitte             | 1 / 8  | 18:2    | 10     | 9      | 1      | 0      | 351:163   |
| 2015 | Regionalliga Mitte             | 3 / 9  | 14:6    | 10     | 7      | 3      | 0      | 279:165   |
| 2014 | Regionalliga Mitte             | 1 / 10 | 20:0    | 10     | 10     | 0      | 0      | 315:148   |
| 2013 | Oberliga Baden-Württemberg     | 1 / 7  | 24:0    | 12     | 12     | 0      | 0      | 382:153   |
| 2012 | Regionalliga Mitte             | 7 / 8  | 8:12    | 10     | 4      | 6      | 0      | 277:344   |
| 2011 | Regionalliga Mitte             | 4 / 8  | 9:11    | 10     | 4      | 5      | 1      | 250:276   |
| 2010 | Oberliga Baden-Württemberg     | 1 / 7  | 22:2    | 12     | 11     | 1      | 0      | 287:131   |
| 2009 | Oberliga Baden-Württemberg     | 2 / 6  | 16:4    | 10     | 8      | 2      | 0      | 226:112   |
| 2008 | Oberliga Baden-Württemberg     | 4 / 7  | 9:15    | 12     | 4      | 7      | 1      | 240:276   |
| 2007 | Regionalliga Mitte             | 9 / 9  | 0:20    | 10     | 0      | 10     | 0      | 55:368    |
| 2006 | Regionalliga Mitte             | 3 / 8  | 15:5    | 10     | 7      | 2      | 1      | 180:118   |
| 2005 | Oberliga Baden-Württemberg     | 1 / 5  | 16:0    | 8      | 8      | 0      | 0      | 279:58    |
| 2004 | Verbandsliga Baden-Württemberg | 1 / 5  | 16:0    | 8      | 8      | 0      | 0      | 246:90    |
| 2003 | Verbandsliga Baden-Württemberg | 6 / 7  | 3:13    | 8      | 1      | 6      | 1      | 45:197    |
| 2002 | Verbandsliga Baden-Württemberg | 7 / 8  | 4:16    | 10     | 2      | 8      | 0      | 114:214   |
| 2001 | Verbandsliga Baden-Württemberg | 7 / 8  | 1:13    | 7      | 0      | 6      | 1      | 18:179    |
|      | Gesamt                         | Gesamt | 229:161 | 195    | 111    | 77     | 7      | 4687:4188 |

Stand: 27. Januar 2025